# Vatellus bifenestratus
Vatellus bifenestratus är en skalbaggsart som först beskrevs av Zimmermann 1921.  Vatellus bifenestratus ingår i släktet Vatellus och familjen dykare. Inga underarter finns listade i Catalogue of Life.